# 赫拉兹丹电视台
赫拉兹丹电视台是亚美尼亚赫拉茲丹的一个私营电视台，由Harutyunyans家族在“Sirak” LLC的准则下建立。该家族同时采用“Hrazdan”商标经营者一份报纸和电台。Hrazdan TV于1991年9月1日开播。